# Burning Heads
I Burning Heads sono una band hardcore punk francese di Orléans. La band si è formata alla fine degli anni'80 e ha iniziato la sua attività discografica nel 1994 con l'etichetta Play It Again Sam. La band acquisì popolarità negli USA nel 1998 dopo la pubblicazione di Be One with the Flames  su Epitaph Records e di Escape su Victory Records nel 1999. Gli album successivi sono stati pubblicati su Sony Records e Opposite Records.

## Componenti
- Phil - chitarra, voce
- DJ TDK - batteria, voce d'accompagnamento
- JYB - basso, voce d'accompagnamento
- P. Samprass - chitarra, voce d'accompagnamento
- Fonfon (Eric Fontaine) - chitarra

## Discografia

### Album di studio
- 1993 - Burning Heads
- 1994 - Dive (PIAS)
- 1996 - Super Modern World (PIAS)
- 1998 - Be One with the Flames (Epitaph Records)
- 1999 - Escape (Victory Records)
- 2002 - Opposite (Sony Records)
- 2003 - Taranto (Sony Records)
- 2004 - Never Trust a Punk (Sony)
- 2006 - Bad Time for Human Kind (Opposite Records)
- 2006 - Incredible Rock Machine (Opposite)
- 2007 - Opposite 2 (Opposite)
- 2009 - Spread the Fire (Opposite)
- 2011 - Hear This (Opposite) (https://web.archive.org/web/20130328120800/http://www.ppandm.com/2011/06/)

### Raccolte
- 1997 - The Weightless Hits (PIAS)

### EP
- 1991 - Burning Heads
- 1998 - Wise Guy (Pinnacle Records)

### Apparizioni in compilation
- 2000 - Punk-O-Rama Vol. 5